# Ke (Kana)
け, in Hiragana, oder ケ in Katakana, sind japanische Zeichen des Kana-Systems, die beide jeweils eine Mora repräsentieren. In der modernen japanischen alphabetischen Sortierung stehen sie an neunter Stelle. Das け ist außerdem der 31. Buchstabe im Iroha, direkt nach dem ま und vor ふ. Die Form beider Kana ist vom Kanji 計 und 介 abgeleitet und beide stellen [ke] dar.
| Form                                  | Rōmaji     | Hiragana                   | Katakana                   |
| ------------------------------------- | ---------- | -------------------------- | -------------------------- |
| Normal k- (か行 ka-gyō)               | ke         | け                         | ケ                         |
| Normal k- (か行 ka-gyō)               | kei kee kē | けい, けぃ けえ, けぇ けー | ケイ, ケィ ケエ, ケェ ケー |
| Zusätzliches Dakuten g- (が行 ga-gyō) | ge         | げ                         | ゲ                         |
| Zusätzliches Dakuten g- (が行 ga-gyō) | gei gee gē | げい, げぃ げえ, げぇ げー | ゲイ, ゲィ ゲエ, ゲェ ゲー |

## Varianten
Die Kana können mit den Dakuten, zu げ in Hiragana, ゲ in Katakana, und damit ge in dem Hepburn-System, erweitert werden.

## Strichfolge

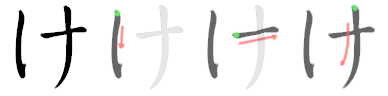
Strichfolge für け

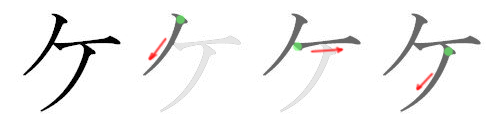
Strichfolge für ケ

|  |  |

## Kleine ke
ヶ (auch 小さいケ genannt, abgekürzt als „kleines Ke“) ist ein wenig bekanntes japanisches Kana-Zeichen.
Es ist eine Abkürzung des Kanji 箇, das als Zähler verwendet wird. Es wird „ka“ oder „ga“ ausgesprochen, nicht „ke“ oder „ko“. Die Ausspracheregel lautet: Wenn es in einem Wort als Zähler verwendet wird, wie z. B. 1ヶ月 (ikkagetsu, „ein Monat“), wird es „ka“ ausgesprochen. Wenn es ein Ortsname wie 青木ヶ原 (Aokigahara) wäre, würde es „ga“ ausgesprochen. Es kann auch ein Konter sein, wobei es im Allgemeinen „ka“ ausgesprochen wird, wie in 三ヶ日 (Mikkabi, Ortsname, „drei Tage“).
Es hat nichts mit dem Katakana-Zeichen ケ (einer Abkürzung für 介) zu tun, wird aber manchmal als großes ケ geschrieben.
Obwohl es dem Katakana-Zeichen ke (ケ) ähnelt, wird es als ka (manchmal ko) ausgesprochen, wenn es einen Konjunktionsbuchstaben bezeichnet (oder als ga, wenn es eine Konjunktion bezeichnet), aber nicht als ke.
Als Konjunktionsbuchstaben werden manchmal die Katakana カ oder ヵ verwendet. Als Konjunktionsbuchstaben werden manchmal die Katakana コ verwendet, wenn sie als Konjunktionsbuchstaben verwendet, aber ko ausgesprochen werden (hauptsächlich in der informellen Schrift).
Wenn es als Konjunktion 〜が〜 (~-ga-~) verwendet wird, hat es dieselbe Bedeutung wie 〜の〜 (~-no-~), das im modernen Japanisch häufiger vorkommt und häufig in Ortsnamen verwendet wird, in alltäglichen Wörtern jedoch selten.
Übrigens bedeutet „～ヶ原“ (gahara) „Feld des -“ und erscheint gelegentlich an bestimmten Orten in Japan.
Eine größere Version (ケ) wird auf die gleiche Weise verwendet, allerdings nur in Firmennamen, z. B. 鎌ケ谷 (Kamagaya).

## Weitere Darstellungsformen
- In japanischer Brailleschrift:

- Der Wabun-Code ist －・－－.
- In der japanischen Buchstabiertafel wird es als „景色のケ“  (Keshiki no Ke) buchstabiert.